# 한국숲
한국숲은 숲단체와 숲단체 활동가들을 지원하기 위한 기금조성 및 운용을 도모할 목적으로 2009년 12월 23일 설립 허가된 대한민국 산림청 소관의 재단법인이다. 사무실은 서울특별시 마포구 성산동 209-4, 숲센터 5층에 있다.

## 주요 사업
- 숲단체 및 활동가 지원을 위한 기금 조성
- 숲단체의 사업에 대한 기금 지원
- 숲단체 활동가 기금 지원
- 숲단체 공동시설 건립, 관리, 운영 등